# Gogonasus
Gogonasus («hocico de Gogo») es un género extinto de peces de aletas lobuladas (Sarcopterygii) conocidos por fósiles preservados en tres dimensiones de 380 millones de años de antigüedad, encontrados en la formación Gogo en Australia occidental. Vivieron en el Devónico Tardío, en lo que una vez fue un arrecife de coral de 1400 kilómetros en frente a la costa de Kimberley, rodeando el Noreste de Australia. Estos esqueletos muestran algunas características similares a los animales terrestres de cuatro extremidades (tetrápodos). Estas incluían la estructura de su oído medio, y sus aletas muestran los percusores de los huesos del antebrazo, el cúbito y el radio. Los investigadores creen que usaban sus aletas braquiformes para lanzarse fuera del arrecife para capturar presas.

## Descubrimiento
Gogonasus fue descrito inicialmente a partir de un fragmento de hueso craneal por John A. Long (1985). En una gran expedición a la formación Gogo en 1986, se halló el primer cráneo relativamente completo de Gogonasus , fue encontrado por Chris Nelson y después de ser preparado resolvió una controversia científica al demostrar que los grandes colmillos internos de los huesos coronoides no se insertaban en la coana del paladar (Long 1988) como había sido sugerido por Rosen et al. (1981) para Eusthenopteron. En 1990 una expedición combinada del Museo Australiano Occidental (Western Australian Museum) y la Universidad Nacional de Australia (Australian National University) produjo otro cráneo casi completo de Gogonasus, este fue encontrado por el Dr R.E. Barwick. La descripción completa de su anatomía craneal, aparece en Long, J. A., Barwick, R. E. & Campbell, K.S.W. (1997), sin embargo no todos los aspectos fueron claros, aún con estos tres especímenes. En 2005 Long lideró otra expedición a la formación Gogo el 11 de julio, uno de los miembros del equipo el Dr Tim Senden de la Universidad Nacional de Australia, encontró un esqueleto de Gogonasus bien preservado, teniendo el pez casi completo hasta la punta de la cola.

## Características
El espécimen (NMV P221807) es guardado en la actualidad en el Museo de Victoria, después de 4 meses de preparación en ácido acético. El nuevo espécimen mostró nuevos datos inesperados, no observados en ninguno de los otros especímenes. Inicialmente, tenía unas grandes aberturas en forma de espiráculos en la parte superior del cráneo, cubiertos con una lámina ósea de plasmina distintiva, doblada hacia abajo, en la tabla del hueso. Esto indica que el espiráculo, era casi tan grande como el de los peces elpistostegálidos (como Tiktaalik) y tetrápodos primitivos (ej. Acanthostega). Adicionalmente, después de la preparación de sus aletas pectorales, el esqueleto interno de las extremidades, resultó ser más similar al de los elpistostegalidos que a otros peces tetrapodomorfos más difundidos como Eusthenopteron. Por más de 100 años Eusthenopteron había sido el modelo más usado para la demostración de las etapas de los peces de aletas lobuladas (sarcopterigios) a tetrápodos. Gogonasus ahora reemplaza a Eusthenopteron al poseer un representante mejor preservado y sin ambigüedad en la interpretación de su anatomía (por ejemplo, como había sido sugerido por Rosen et al. 1981 cuando se reconstruyó en forma errónea el colmillo de la mandíbula inferior en el paladar). Gogonasus es superficialmente parecido a los peces tetrapodomorfos comunes como Osteolepis de Escocia, pero en su estructura avanzada muestra que incluso formas primitivas con estructuras similares a la cubierta de cosmina desarrollaron especializaciones hasta hacerse tetrapodomorfos (similares a los tetrápodos) .
Gogonasus es una de las casi 45 especies de peces preservados en tres dimensiones, provenientes de la formación Gogo. Esta es la única sitio del Devónico en el mundo, que guarda algunos especímenes completos no colapsados y en perfecta preservación.